# Entraigas (Cuneo)
Entraigas (piemontès Entràive) és un municipi italià, situat a la regió del Piemont. L'any 2007 tenia 833 habitants. Està situat a la Val Ges, dins de les Valls Occitanes. Limita amb els municipis de Belvédère (Alps Marítims), La Brigue, Limone Piemonte, Roaschia, Saint-Martin-Vésubie (Alps Marítims), Valdieri i Vernante.

## Administració
| Període | Identitat     | Partit        |
| ------- | ------------- | ------------- |
| 2004-   | Roberto Gosso | Llista cívica |